# Anatolij Charlampiev
Anatolij Arkad'evič Charlampiev (in russo Анатолий Аркадьевич Харлампиев?; Smolensk, 29 ottobre 1906 – 16 aprile 1979) è stato un judoka russo, studioso delle lotte tradizionali dei popoli dell'URSS, fondatore del Sambo.

## Biografia
Suo nonno, Georgij Jakovlevič Charlampiev (Георгий Яковлевич Харлампиев) era un famoso ginnasta e pugile. Per tutta la vita il nonno raccolse, studiò e classificò le tecniche di combattimento, della lotta e della difesa personale. Era talmente forte che riusciva a strappare con le dita una moneta da tre kopeiki, una cosa impossibile per il suo tempo (e forse anche per i giorni nostri). Un aneddoto racconta che la sua futura moglie stava su una trojka quando i cavalli impazzirono. La catastrofe sembrava imminente. Per fortuna sulla strada passeggiava Georgiy Yakovlevič, il quale riuscì a fermare la carrozza. Così conobbe la sua futura sposa.
Anche suo padre, Arkadij Georgievič Charlampiev (Аркадий Георгиевич Харлампиев) era una personalità non comune. Eccellente studente dell'Accademia delle Belle Arti, fu mandato a studiare a Parigi con la borsa di studio conferitagli dallo Stato. In un momento di difficoltà economica, per continuare gli studi Arkadij Georgievič decise di approdare ai combattimenti di pugilato professionista europeo. In breve tempo divenne il campione di Francia e in seguito il campione d'Europa nei pesi assoluti. Proprio lui divenne, al suo ritorno in Russia, il padre della scuola russa (ed in seguito della scuola sovietica) di pugilato.
All'età di sei anni Anatoliy, allenato dal nonno e dal padre, si esibiva al circo come trapezista.
All'età di sedici anni Anatolij oramai era un combattente maturo, eccellente in vari tipi di sport. Proprio in quei giorni un famoso militare sovietico, Nikolaj Ilijč Podvoiskij approvava la sua decisione di creare un tipo di lotta universale.
In quel periodo Anatolij insegnava educazione fisica all'Università Rossa Dei Lavoratori dell'Oriente e le basi dei movimenti sportivi in un teatro di Mosca.
L'Università era piena di rivoluzionari professionisti dai paesi dell'Estremo Oriente, in particolare della Cina e della Mongolia. Molti di loro conoscevano le arti marziali e Anatoliy aveva tantissime possibilità di fare pratica con loro. Si allenava anche con i tartari nella disciplina della lotta nazionale tartara (detta lotta della cintura). Ancora prima aveva imparato in maniera eccellente la lotta francese, il pugilato francese e inglese, si dedicava alla scherma, corsa, era un buon acrobata. Conosceva di persona i lottatori "leggendari" Ivan Poddubnij, Klementij Bul, Ivan Spul, ecc. Era anche uno scalatore di alta classe. Partecipò, infatti, alla conquista del Picco del Comunismo (già Picco di Stalin), la vetta più alta dell'URSS – 7495 m.
Per alcuni anni, durante il periodo invernale, Anatolij metteva da parte i soldi per poter andare d'estate nelle repubbliche Caucasiche o dell'Asia Centrale, dove vari tipi tradizionali di lotta sono rimasti ancora popolari. Imparò tutti questi tipi di lotta, sistematizzando le loro tecniche e i metodi di allenamento. Per raggiungere il suo scopo doveva partecipare alle competizioni locali, spesso molto dure e con molti lottatori. Le categorie di peso non esistevano e il giovane atleta che pesava 72 chili, vinceva i combattenti pesanti oltre un quintale e mezzo. Questi studi hanno dato inizio alla nuova disciplina di lotta, Sambo.
Già divenuto un maestro famoso comincia a imparare il Jūdō classico sotto direzione del suo maestro Vasilij Sergeevič Ošepkov (Василий Сергеевич Ощепков), che ha vissuto a lungo in Giappone e fu il quarto europeo a ottenere la cintura nera a Kōdōkan. Questa amicizia contribuì ulteriormente alla Sambo appena nata.
Nel 1938 Sambo acquistò uno statuto ufficiale e Charlampiev divenne il presidente della Federazione.
Lo sviluppo del nuovo universale tipo di lotta fu rallentato dalla seconda guerra mondiale. Anatolij combatté come volontario fin dall'inizio e si mostrò un militare valoroso. Fu insignito di tante medaglie e riconoscimenti.
Kharlampiev finì la guerra in Estremo Oriente dove ebbe occasione di combattere sul tatami con tanti judoka giapponesi che facevano parte dell'Armata del Kwangtung. Infatti 10 tatami da Jūdō seguirono i reggimenti giapponesi per allenamenti. Kharlampiev vinse su tutti i suoi avversari, persino sul campione del Giappone nei pesi massimi.
Dopo la guerra continuò il suo lavoro di sviluppo e di popolarizzazione della Sambo. Rimase il leader indiscutibile anche quando lasciò la carica di Presidente della Federazione.
Negli anni cinquanta i giapponesi gli hanno conferirono honoris causa l'ottavo Dan Jūdō. In quel periodo ciò era ritenuto impossibile per un non-giapponese.